# Tala Hamza
Tala Hamza là một đô thị thuộc tỉnh Béjaïa, Algérie. Dân số thời điểm năm 2002 là 10.252 người.